# Susanna Tuominen
Susanna Tuominen, född 20 januari 1980 i Stockholm är en svensk innebandyspelare som spelar i Rönnby IBK som även är hennes moderklubb. Hon har spelat i fyra VM-turneringar och vunnit två guld (2003 & 2009), ett silver (2001) och ett brons (1999).